# Partido del Trabajo de Albania
El Partido del Trabajo de Albania (albanés: Partia e Punës e Shqipërisë, PPSH) fue un partido político albanés de ideología marxista-leninista, fundado en 1941 por Enver Hoxha. Fue el partido único de la República Popular de Albania entre 1946 y 1991. Ese año se disolvió y surgieron varios partidos, el principal de ellos el Partido Socialista de Albania. Era miembro del Frente Democrático de Albania.

## Trasfondo
En la década de 1920, Albania era el único país de los Balcanes sin un partido comunista. Los primeros comunistas albaneses emergieron de los seguidores del clérigo y político albanés Fan S. Noli. Una vez en Moscú, estos comunistas formaron el Comité Nacional Revolucionario y se afiliaron a la Comintern. En agosto de 1928, el primer Partido Comunista Albanés fue formado en la Unión Soviética. La figura más prominente de aquel partido fue Ali Kelmendi, quien dejó Albania en 1936 para luchar en la guerra civil española. Más tarde fue el líder de un pequeño grupo de comunistas albaneses en Francia. Sin embargo, no existió una organización comunista unificada en Albania hasta 1941.

## Historia

### Segunda Guerra Mundial
Siguiendo al ataque alemán contra la URSS, el líder yugoslavo Josip Broz Tito - bajo directivas de la Comintern - envió a los delegados Miladin Popović y Dušan Mugoša a Albania. Estos dos delegados ayudaron a unificar a los grupos comunistas albaneses en 1941. Tras un intensivo trabajo, el Partido Comunista de Albania (PKSh) fue formado el 8 de noviembre de 1941 por los dos delegados yugoslavos, con Enver Hoxha de la agrupación de Korça como líder. Entre los miembros fundadores había 8 cristianos: Koço Tashko, Koçi Xoxe, Pandi Kristo, Gjin Marku, Vasil Shanto, Tuk Jakova, Kristo Themelko y Anastas Lulo; y 5 musulmanes: Enver Hoxha, Qemal Stafa, Ramadan Çitaku, Kadri Hoxha y Sadik Premte.
El PKSh fue el elemento dominante en el Movimiento de Liberación Nacional (LNC) formado en 1942. El LNC expulsó a los ocupantes alemanes (que habían sustituido a los ocupantes italianos en 1943) el 29 de noviembre de 1944. Desde aquel día, Albania se convirtió totalmente en un régimen comunista. En otros países de Europa Oriental, los comunistas formaron parte - al menos nominalmente - de gobiernos de coalición durante unos años antes de tomar el poder totalmente. Al rey Zog se le prohibió regresar nunca a Albania, aunque la monarquía no fue oficialmente abolida hasta 1946.
En las elecciones para la Asamblea Constituyente albanesa del 2 de diciembre de 1945, se presentó una lista única bajo el nombre de "Frente Democrático", organizada y dirigida por el PKSh. Esta lista recibió un 93'7% de votos.

### Era Hoxha (1945-1985)

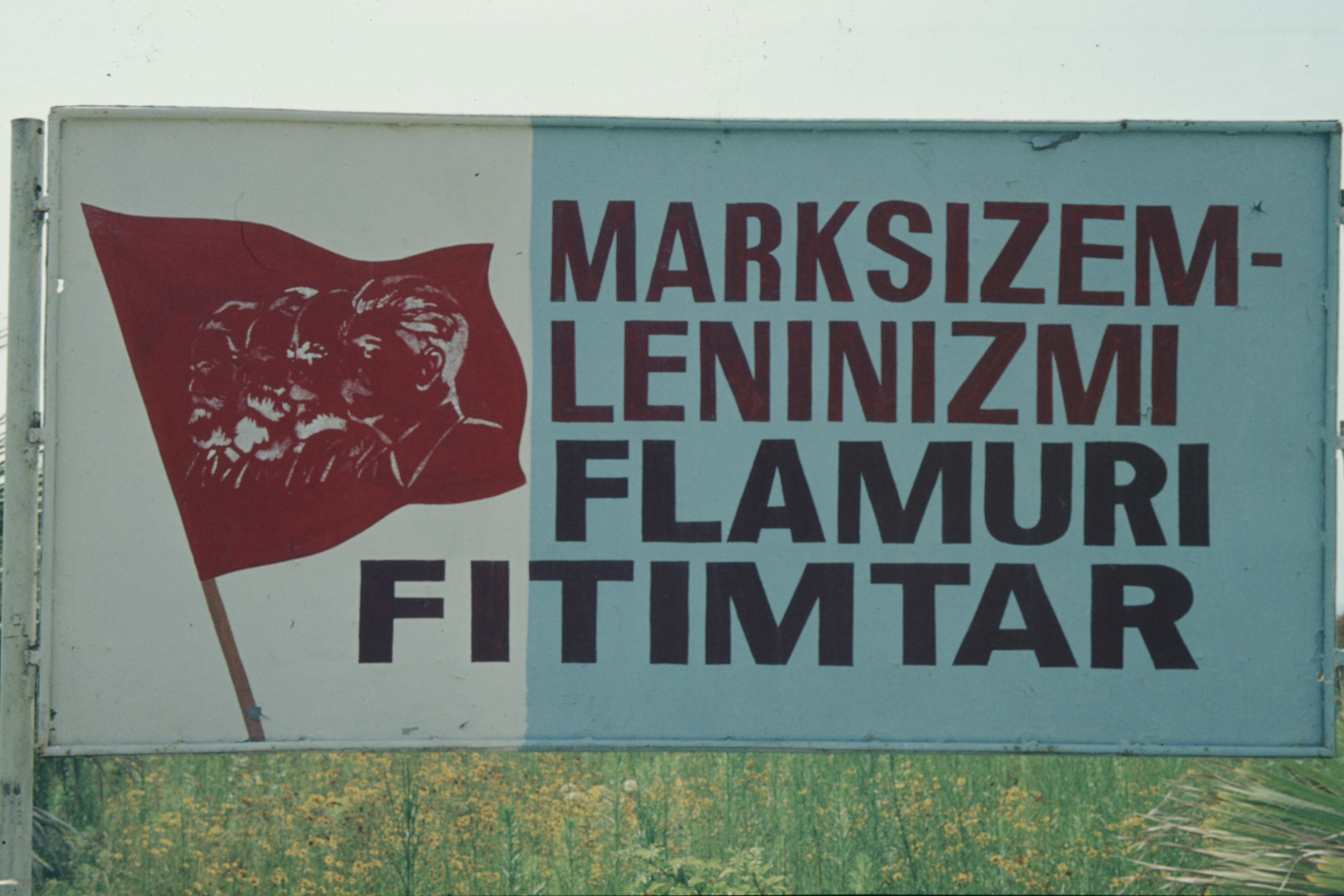
Cartel propagandístico sobre el marxismo-leninismo con los rostros de Marx, Engels, Lenin y Stalin en Albania, 1978.

En un encuentro con Stalin llevado a cabo en julio de 1947, el líder soviético sugirió que el Partido fuera renombrado como "Partido del Trabajo de Albania" porque los campesinos eran la mayoría trabajadora en el país. Hoxha aceptó esta sugerencia.
Bajo el gobierno de Hoxha, el PPSh se convirtió en el partido más rígidamente anti-revisionista del Bloque del Este. En 1961, Hoxha rompió con Moscú por supuestas desviaciones del líder soviético Nikita Khrushchev en los principios del marxismo-leninismo, aunque las relaciones entre Tirana y Moscú venían enfriándose ya desde 1955. Hoxha optó entonces por alinearse con la República Popular China bajo el liderazgo de Mao Zedong. En 1968, los albaneses se retiraron oficialmente del Pacto de Varsovia. El PPSh llegó incluso a establecer una versión albanesa de la que se conoció en China como Revolución Cultural.
Tras la muerte de Mao en 1976, el PPSh comenzó a criticar abiertamente a los nuevos dirigentes chinos, considerando que éstos estaban insultando el legado del fallecido dirigente chino. En 1978, Hoxha declaró que Albania construiría su propio camino hacia la sociedad socialista.
Hoxha dirigió el Partido y el Estado albanés más o menos sin resistencia hasta su muerte en 1985.

### Post-Hoxha (1985-1991)

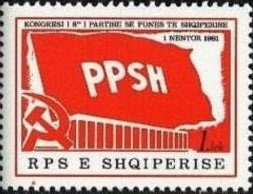
Sello albanés en honor al PPSH de 1981

El sucesor de Hoxha, Ramiz Alia, fue forzado a llevar a cabo reformas graduales con la intención de revivir la estancada economía nacional. Sin embargo, a finales de 1989, varios elementos de la sociedad comenzaron a hablar contra las restricciones que todavía estaban vigentes. La ejecución del líder rumano Nicolae Ceaușescu hizo que Alia temiese ser el siguiente. En respuesta, permitió a los albaneses el viaje al extranjero, terminó con la política de ateísmo oficial y comenzó a relajar el control del gobierno sobre la economía. Sin embargo, estas medidas solo le dieron más tiempo a Ramiz Alia. Finalmente, evitando lo inevitable, el 11 de diciembre de 1990 Alia anunció que el PPSh abandonaba el poder y declaraba legalizados todos los partidos opositores. El PPSh ganó las elecciones a la Asamblea Constituyente en 1991. Sin embargo, ya no era un partido marxista-leninista, y carecía del poder para prevenir la adopción de una nueva Constitución provisional que detuviera formalmente su monopolio del poder.
En 1991, el PPSh se disuelve y se refunda como el Partido Socialista de Albania, que hoy es uno de los dos principales partidos políticos del país. Un grupo llamado "Voluntarios de Enver", dirigido por Hysni Milloshi, reclama la identidad del PPSh como el Partido Comunista de Albania. De este nuevo PKSh también fue militante Nexhmije Hoxha, viuda de Enver, hasta su muerte en febrero de 2020.

### Parlamento de Albania
| Elección | Votos          | %     | Resultados | Gobierno |
| -------- | -------------- | ----- | ---------- | -------- |
| 1991     | 1.046.120 (#1) | 56,21 | 169/250    | Gobierno |

## Estructura
La ideología del PPSh fue el marxismo-leninismo anti-revisionista conocido como "hoxhaísmo" o "hoxhismo". La organización del Partido se construyó siguiendo los principios del centralismo democrático, con Hoxha como su "Primer Secretario". El artículo 3 de la Constitución albanesa de 1976 identificaba al Partido como la "fuerza política dirigente del Estado y la sociedad". Para ayudar a llevar a cabo sus actividades ideológicas, contaba con una organización de masas conocida como "Frente Democrático". Su periódico de tirada diaria era Zëri i Popullit ("Voz del Pueblo") y su revista teórica mensual fue "Rruga e Partisë" ("Vía del Partido").
El mayor órgano del Partido, de acuerdo con los estatutos, era el Congreso del Partido, que se reunía durante unos días cada 5 años. Los delegados al Congreso eran elegidos en conferencias que se mantenían a nivel regional, de distrito y de ciudad. El Congreso examinaba y aprobaba los informes solicitados por el Comité Central. El buró era el siguiente escalafón de poder en la jerarquía del Partido y generalmente incluía a todos los oficiales clave del gobierno, así como a prominentes miembros de la intelectualidad. El Comité Central dirigía las actividades del PPSh entre Congresos y se reunía aproximadamente tres veces al año.
Así como en la Unión Soviética, el Comité Central eligió un Politburó o Buró Político y un Secretariado. El Politburó, que usualmente incluía ministerios clave del gobierno y secretarías del Comité Central, fue el principal cuerpo administrativo y legislativo, reuniéndose cada semana. Generalmente, el Comité Central aprobaba los informes y decisiones políticas del Politburó. El Secretariado era responsable de guiar en los asuntos del día a día del Partido, en particular organizaba la puesta en marcha de las decisiones del Politburó para elegir a los cuadros del Partido y del gobierno.

## Relaciones internacionales
A nivel internacional, como la inmensa mayoría de partidos comunistas, el PPSH mantenía relaciones con los siguientes partidos políticos:
| País                 | Partido                                                         |
| -------------------- | --------------------------------------------------------------- |
| Afganistán           | Shola-y-Jawed                                                   |
| Alemania             | Partido Comunista de Alemania/Marxistas-Leninistas              |
| Argentina            | Partido Comunista (marxista-leninista) de la Argentina          |
| Benín                | Partido Comunista de Dahomey                                    |
| Brasil               | Partido Comunista de Brasil                                     |
| Burkina Faso         | Partido Comunista Revolucionario Voltaico                       |
| Canadá               | Partido Comunista de Canadá (marxista-leninista)                |
| Chile                | Partido Comunista Chileno (Acción Proletaria)                   |
| Colombia             | Partido Comunista de Colombia - Marxista Leninista              |
| Dinamarca            | Partido Comunista de Dinamarca/Marxistas-Leninistas             |
| Ecuador              | Partido Comunista Marxista Leninista del Ecuador                |
| España               | Partido Comunista de España (marxista-leninista)                |
| Estados Unidos       | Partido Marxista-Leninista de los Estados Unidos de América     |
| Etiopía              | Liga Marxista-Leninista de Tigray                               |
| Islandia             | Unidad Comunista (marxista-leninista)                           |
| Grecia               | Organización de los Comunistas y Marxistas-Leninistas de Grecia |
| Islas Feroe          | Avance para las Islas (Marxistas-Leninistas)                    |
| Irán                 | Partido del Trabajo de Irán (Tudeh)                             |
| India                | Partido Comunista de la India (Ghadar)                          |
| Irlanda              | Partido Comunista de Irlanda (marxista-leninista)               |
| Japón                | Partido Comunista Japonés (Fracción de Izquierda)               |
| Mali                 | Partido Maliano de los Trabajadores                             |
| México               | Partido Comunista de México (Marxista-Leninista)                |
| Nicaragua            | Partido Marxista-Leninista de Nicaragua                         |
| Noruega              | Liga de los Trabajadores Comunistas                             |
| Nueva Zelanda        | Partido Comunista de Nueva Zelanda                              |
| Perú                 | Partido Comunista Peruano (Marxista-Leninista)                  |
| Portugal             | Partido Comunista (reconstituido)                               |
| Reino Unido          | Liga Comunista de Gran Bretaña                                  |
| República Dominicana | Partido Comunista del Trabajo                                   |
| Suecia               | Partido Comunista (Suecia)                                      |
| Togo                 | Partido Comunista de Togo                                       |
| Túnez                | Partido Comunista Obrero de Túnez                               |
| Turquía              | Partido Comunista Revolucionario de Turquía                     |